# Orgyia ceylanica
Orgyia ceylanica är en fjärilsart som beskrevs av Nietner 1862. Orgyia ceylanica ingår i släktet fjädertofsspinnare, och familjen tofsspinnare. Inga underarter finns listade i Catalogue of Life.